# Raderhorst
Raderhorst ist ein Ortsteil von Petershagen im Nordosten des Kreises Minden-Lübbecke in Ostwestfalen.

## Geografie
Raderhorst liegt 8 km östlich der Kernstadt. Im Süden und im Osten grenzt er an die Stadt Bückeburg und die Gemeinde Wiedensahl im Landkreis Schaumburg, Niedersachsen. Im Norden liegt er an den Ortsteilen Rosenhagen und Ilse und im Westen an den Ortsteilen Ilserheide und Bierde.

## Geschichte
Am 31. Dezember 2022 hatte Raderhorst 406 Einwohner.
Raderhorst gehörte bis zu den Napoleonischen Kriegen zur Vogtei Windheim im Amt Petershagen des Fürstentums Minden. Der Ort gehörte von 1807 bis 1813 zum Kanton Windheim des napoleonischen Satellitenstaats Königreich Westphalen und kam 1816 zum neuen Kreis Minden. Bis 1972 bildete Raderhorst eine Gemeinde im Amt Windheim des Kreises. Bevor die Gemeinde bei der kommunalen Neugliederung am 1. Januar 1973 Teil der Stadt Petershagen wurde, hatte sie eine Fläche von 3,99 km² sowie 383 Einwohner (31. Dezember 1972).

## Politik
Ortsbürgermeister ist Heiko Deterding.

## Wirtschaft und Infrastruktur
Die Diakonie-Stiftung-Salem in Minden betreibt den „Hof Klanhorst“, eine Einrichtung zum Wohnen und Arbeiten für Menschen mit einer geistigen und/oder psychischen Behinderung. Das Arbeiten auf dem biologisch betriebenen Hof (Landwirtschaft und Gemüsebau) bietet den behinderten Menschen eine Alternative zu herkömmlichen Werkstätten für behinderte Menschen.

### Vereine
Die Vereine in Raderhorst haben sich zu einer Kulturgemeinschaft zusammengeschlossen. Hauptaufgabe der Kulturgemeinschaft ist die Koordinierung der Termine und die Übernahme besonderer Aufgaben. Zu den Höhepunkten eines Jahres gehören das Osterfeuer am Schützenwald und das Dorfgemeinschafts-Wochenende mit Schützen-, Ernte- und Kinderfest.